# 김재인 (1983년)
김재인(金才人, 1978년 5월 30일 ~ ) 은 대한민국의 탤런트이자 영화배우이다.
1999년 영화 내 마음의 풍금으로 데뷔하였다. 1999년 SBS 카이스트와 여고괴담 2에 출연 하였다.

## 학력
- 단국대학교 연극영화과 학사

## 출연작

### 드라마
- 2011년 KBS 로맨스 타운
- 2008년 수퍼액션 도시괴담 데자뷰 3 - 좋은 엄마
- 2007년 KBS 그대의 풍경
- 2005년 KBS 바람꽃
- 2004년 SBS 섬마을 선생님
- 2004년 KBS 형
- 2003년 KBS 여고동창생
- 2002년 KBS 동물원 사람들
- 2001년 SBS 그래도 사랑해
- 2000년 MBC 아줌마
- 2000년 SBS 카이스트
- 2000년 KBS 멋진 친구들

### 영화
- 2005년 B형 남자친구
- 2004년 썸
- 2002년 폰
- 1999년 내 마음의 풍금
- 1999년 여고괴담2

### CF
- 《LG 센스 비누》
- 《베스킨라빈스31》